# Louis-Philippe Pelletier
 (janvier 2023).
Pour les articles homonymes, voir Pelletier.
Louis-Philippe Pelletier (1er février 1857-8 février 1921) fut un avocat et homme politique fédéral et provincial de Québec.

## Biographie
Né à Trois-Pistoles dans le Canada-Est, il étudia au Collège de Sainte-Anne-de-la-Pocatière et à l'Université Laval où il reçut un baccalauréat en droit. Ayant appris le droit avec Auguste-Réal Angers, il fut admis au Barreau du Québec en 1880.
Élu député conservateur dans la circonscription fédérale du Comté de Québec en 1911, il avait précédemment été défait par le libéral Edmond Fortier. Nommé ministre des Postes en 1911, il démissionna en 1914 pour devenir juge à la Cour supérieure du Québec.
Avant d'entrer en politique fédérale, il fut membre du Conseil législatif du Québec dans les divisions de Lauzon en 1888 et dans Dorchester de 1888 à 1904. Durant cette période, il occupa les fonctions de secrétaire provincial de 1891 à 1896 et de procureur général de 1896 à 1897.